# ديفيد روبرت نيلسون
ديفيد روبرت نيلسون (بالإنجليزية: David Robert Nelson)‏ (و. 1951 – م) هو فيزيائي، وأستاذ جامعي من الولايات المتحدة الأمريكية . ولد في شتوتغارت . وهو عضواً في الأكاديمية الوطنية للعلوم، والأكاديمية الأمريكية للفنون والعلوم .

## مناصب وهيئات
أدار جامعة هارفارد.

## جوائز
حصل على جوائز منها:
- جائزة أوليفر ألسويرث باكلي للمواد المكثفة (2004)
- زمالة ماك آرثر
- زمالة غوغنهايم.